# Les obres o trobes davall scrites les quals tracten de la sacratíssima Verge Maria
Les obres o trobes davall scrites les quals tracten de la sacratíssima Verge Maria era considerat fins fa uns anys el primer llibre literari imprés a la península Ibèrica. L'obra va veure la llum l'any 1474 a la impremta de Lambert Palmart, ubicada al barri del Carme de la ciutat de València, al costat del Portal de la Valldigna, que separava la zona cristiana de la mora.
Els primers llibres impresos no incloïen una coberta o portada, tal com l'entenem ara. Generalment s'utilitza la primera frase del text per tal d'identificar-los (en aquest cas el subjecte de la primera oració, que continúa: «foren fetes e ordenades per los trobadors...»). El llibre editat per Palmart inclou quaranta-cinc poemes en llaor de la Mare de Déu, escrits per diferents autors, entre els quals destaquen Joan Roís de Corella, Jaume Roig, Bernat Fenollar i Lluís Alcanyís. Els poetes s'havien presentat a un concurs impulsat pel virrei del Regne de València, Lluís Despuig, i que va comptar amb Bernat Fenollar, prevere de la Seu, com a secretari del jurat i organitzador. Es desconeix el nombre de textos presentats, però al llibre s'inclouen quaranta poemes en català, quatre en castellà i un en italià.
El llibre es va publicar sense peu d'impremta (colofó), però el paper (filigranes o marques d'aigua) i la tipografia corresponen a llibres posteriors de la mateixa impremta. Destaca la tipografia romana –enfront de la gòtica, més freqüent en els primers llibres impresos a Europa–, la paginació sense columnes i, sobretot, la llengua triada, ja que el llatí actuava de llengua franca entre els intel·lectuals de l'època. De fet, de la impremta de Palmart varen eixir posteriorment obres escrites en llatí, especialment edicions de clàssics. També a la mateixa impremta varen publicar-se posteriorment obres en tipografia gòtica, com ara la Bíblia atribuïda a fra Bonifaci Ferrer, uns Furs del Regne de València o el Primer i la primera meitat del Dotzè de Lo Crestià de Francesc Eiximenis.
De la primera edició de Les Obres o Trobes... es conserva un únic exemplar al món, que es troba a la Biblioteca Històrica de la Universitat de València. El llibre es compon de seixanta-sis pàgines, de les quals vuit estan en blanc. No conté puntuació.

## El certamen
El dia 11 de febrer de 1474 es va convocar el certamen. Les bases obligaven a presentar quaranta-quatre versos decasíl·labs, agrupats en cinc estrofes de vuit versos, i una tornada final de quatre versos. La rima de les estrofes de vuit havia de ser ABBACDCD. Cada vers havia de portar accent en la quarta síl·laba i una cesura immediatament després de l'accent.
El premi consistia en «un tros de drap de vellut negre, apte bastant per a un gipó». El dia 25 de març del mateix any es faria públic el guanyador.

## Els autors
Els poetes concursants foren Jordi Centelles, Joan Roís de Corella, Francí de Castellví, Mossèn Barceló, Lluís Alcanyís, Joan de Nàjera, Berenguer de Cardona, Pere Peres, Joan Verdanxa, Joan Moreno, Antoni de Vallmanya, Lluís Munyoç, Joan Gamiça, Narcís Vinyoles, Joan Sobrevero, Joan Llençol, Genís Fira, Miquel Peres, Bernardí Vallmanya, Pere de Civillar, Llorenç Diamant, Joan de Sant Climent, Bartomeu Salvador, Joan Verdanxa (menor), Lluís Català, Bartomeu Dimas, Francesc Vilalba, Joan del Bosch, Gassull, Lluís Garcia, Bernat Despuig, Jeroni Monçó, Francesc Sant Ramon, Mateu Esteve, Pere Alcanyís, 
Jaume Roig, Pere Bell i Joan Vidal. S'ha de destacar que sobre la identitat de Gassull hi ha diferents opinions. La major parts dels experts consideren que es tracta del famós poeta Jaume Gassull, però el professor Josep Guia opina que l'autor del poema potser fou el pare, Andreu.
No es coneixen dades de tots els autors (tretze d'ells no porten indicació sobre el seu ofici o càrrec). De la resta, la major part eren nobles, metges, juristes, eclesiàstics, cavallers... Els autors podien presentar-se «tirant a joia», és a dir, optant al premi, o «a l'honor», fora de concurs.
Castellví i Barceló varen concursar, cadascun, amb un poema en valencià i un altre en castellà. Narcís Vinyoles va participar amb dos poemes en valencià i un en italià. Cardona va presentar dues composicions en valencià. I Pere de Civillar i «un castellà sense nom» va concórrer, cadascun, amb un poema en castellà.
Cap d'ells va guanyar el tros de vellut negre. El jurat va decidir que només la Verge Maria havia de ser guardonada.